# 白石敬子
白石 敬子（しらいし ひろこ、1945年2月1日 - 2018年3月20日）は、神奈川県藤沢市出身の日本のオペラ歌手。ウィーン国立歌劇場で日本人初の専属ソプラノ歌手として活躍した。

## 生涯
1945年2月1日に神奈川県藤沢市辻堂に生まれ、幼少期からピアノと声楽、バレエを習った。十代半ばで父を亡くし、市立中学校教師の母のもと育った。
横浜市立桜丘高等学校、武蔵野音楽大学声楽科卒業、同専攻科修了。
1967年「フィガロの結婚」の伯爵夫人役でプロとしてデビューした。
1969年にロータリー財団の奨学金でウィーン国立音楽大学へ留学し、リート・オラトリオ科とオペラ科を同時履修した。フェルディナンド・グロスマンの指導を受けた。ピアノ伴奏で親しくなった白石隆生と結婚。
大学を最優秀首席で卒業後、1974年にミュンヘン国際音楽コンクールで2位入賞。1976年に日本人で初めてウィーン国立歌劇場の専属歌手となった。
1982年に独立後、ヨーロッパの主要歌劇場から「蝶々夫人」「ラ・ボエーム」などの主役に招かれた。
日本に帰国後、夫とともに日本ウィーン・フィルハーモニー友の会の結成に協力した。藤沢市民オペラを創設した福永陽一郎に誘われ、1988年に「椿姫」に出演後、6演目に出演した。
1992年、隆生と敬子は藤沢のプロの有志で「湘南室内合奏団」を創立した。毎年「ニューイヤーコンサート」を開催し、24年間続いたが、夫隆生の急逝で2016年最後の「ニューイヤーコンサート」を追悼演奏会として行った。
2004年、進行性大腸がんを患う。転移を繰り返し、15回もの手術を受けながら、音楽活動を継続した。
2015年10月、福永陽一郎没後25年のチャリティコンサートを藤沢市民会館で開催。発案者となる。その収益で同会館前に「藤沢市民オペラ生みの親 福永洋一郎」の石碑を設置した。
2017年11月、経済的に困窮している医学生らへの支援を望み、藤沢市に寄付することを申し出て、2018年1月末に5000万円の寄付金が市に贈られた。藤沢市は2017年4月から運用している返済不要の「給付型奨学金制度」にこの寄付金を加え、あらたに医学部か歯学部へ進学する学生を対象にした枠を創設。同制度の中に「白石敬子奨学金」を設け、2020年4月の入学生から給付を開始した。

## 人物・エピソード
- 夫の白石隆生は桐朋の音楽教室の同級生[14]。結婚前はタカちゃん、ヒロコちゃんと呼び合う仲だった[15]。
- 曽祖父は幕末から明治期の儒学者である小笠原東陽[13][16]。
- 1967年武蔵野音楽大学卒業で、同級生にヴァイオリニスト八下田一雄、ピアニスト北川暁子、チェリスト国枝純一、チューバ奏者多戸幾久三がいる[14]。
- 猫が好きで、デパートの食品売り場めぐりも好きだった[14]。愛猫はシャム猫のチビドールとアデーレ[17]。のちにロザリンデとイシドール[18]。
- 1976年から1982年までウィーン国立歌劇場で日本人初の専属歌手として活躍した[3]。
- 2004年に大腸がんが見つかり、2009年に子宮にも癌が見つかり全摘出した[3]。

## 受賞歴
- 1969年にウィーン国立音楽大学に留学、最優秀で卒業[3][19]
- 第14回ヴェルディ国際声楽コンクール3位 - 1974年6月[20]
- 第20回ミュンヘン国際音楽コンクール2位 - 1974年9月[3][19][20]
- 第12回フランシスコ・ヴィニャス国際声楽コンクール女声部門第2位（第1位該当者なし） - 1974年11月[20]

## ディスコグラフィー

### CD
- 音楽によす～シューベルト歌曲集　2000年1月　28CM-592　2800円[21][22]
- 白石敬子リサイタル2000　2000年5月　CDT-1043　2200円[21]
- 献呈～R.シュトラウス歌曲集　2001年1月　28CM-632　2800円[21]
- シューマン歌曲集　2002年3月　CMCD-28006　2800円[21]
- 白石敬子リサイタル2002　デビュー35周年記念　2002年10月　CDT-1056　2200円[21]
- ヴォルフ歌曲集　2005年5月　CMCD-25031　2500円[21]
- モーツァルト 歌曲＆アリア集　2005年11月　CMCD-28106　2800円[21]
- 旅のモーツァルト～ピアノ作品集　2006年3月　CMCD-28118　2800円[21]
- ブラームス歌曲集　2006年10月　CMCD-28133 2800円[21]
- 白石敬子リサイタル2007　デビュー40周年記念　2007年10月　CDT-1074　2200円[21]
- マーラー歌曲集　2008年5月　CMCD-28171　2800円[21]
- 白石敬子リサイタル2012　デビュー45周年記念　2012年10月　CDT-1095　2200円[21]

## 翻訳書
- クリスティアン・M.ネベハイ 著; 白石隆生・敬子 訳『ウィーン音楽地図1 古典派』音楽之友社、1987年1月。ISBN 4-276-21147-6。NDLJP:12433434。
- クリスティアン・M.ネベハイ 著; 白石隆生・敬子 訳『ウィーン音楽地図2 ロマン派 近代』音楽之友社、1987年10月。ISBN 4-276-21148-4。NDLJP:12433435。

## 白石記念館
自宅を改装する形で2019年に記念館として藤沢市辻堂にオープン。敬子は隆生の了承を得ていた「一般財団法人小笠原東陽顕彰会」を2018年に設立。これを母体として記念館の運営管理を行っている。館内には小笠原東陽や耕餘塾関連資料が展示されている。